# Booth Savage
Pour les articles homonymes, voir Savage.
Booth Savage est un acteur et producteur canadien de cinéma né le 21 mai 1948 à Fredericton (Canada).

## Filmographie

### comme acteur
- 1979 : Stone Cold Dead
- 1980 : Home Fires (série TV) : Bruce McLeod
- 1981 : Silence of the North : Flier
- 1982 : Little Gloria... Happy at Last (TV)
- 1983 : Curtains, l'ultime cauchemar (Curtains) : Amanda's Boyfriend Peter
- 1985 : Samuel Lount : Edward Kennedy
- 1985 : Striker's Mountain (TV) : Dave Cameron
- 1986 : The Last Season : Felix Batterinski
- 1986 : Hot Shots (série TV) : Jason "Jake" West
- 1988 : Chasing Rainbows (en) (feuilleton TV) : 'Chicago' Benny Rose
- 1990 : Sanity Clause (TV)
- 1990 : Labor of Love (TV)
- 1991 : The Photographer's Wife : Gordon
- 1993 : Survive the Night (TV) : Andrew
- 1994 : Thicker Than Blood: The Larry McLinden Story (TV) : David Meadows
- 1998 : Thanks of a Grateful Nation (TV) : Gary Wall
- 1998 : Chair de poule (Goosebumps) (TV) : Tom Morgan
- 1999 : Ricky Nelson: Original Teen Idol (TV) : Lew Chudd
- 2001 : L'Ultime refuge (Sanctuary) (TV) : Sheriff Bill Duer
- 2001 : Harvard Story (Harvard Man) : Steve Jensen
- 2002 : Narc : Cecil Mitchum
- 2005 : Swarmed (TV) : Doug Heydon
- 2006 : Canada Russia '72 (TV) : Harry Sinden
- 2016 : Slasher : Le Bourreau (TV) : le maire Ronald Edwards

### comme producteur
- 1991 : The Photographer's Wife